# Mészáros Sándor (vegyész)
Mészáros Sándor (Üllő, 1927. május 8. – Budapest, 2018.április 1.) Puskás Tivadar-díjas magyar vegyészmérnök, főiskolai tanár, feltaláló. A hazai vákuumelektronika egyik meghatározó, úttörő személyisége.

## Életpályája
1927-ben született Üllőn, a Homok utcában.. Apja munkás, raktárkezelőként, 32 évig a MÁVAGban dolgozott. Anyja erdélyi, felsőbányai
születésű. Egyetlen gyermek, bár apja előző házasságából született egy nővére. A helyi református iskolába járt, majd a pestszentlőrinci gimnáziumban érettségizett. 1944-ben kezdte meg tanulmányait a Budapesti Műszaki Egyetemen, 1950-ben kapott diplomát. 
1946-ban Üllőn a motorral felszerelt repülőgépváz-modellért első díjat nyert. 
19 évesen rövid ideig a Hőtechnikai Kutatóintézet alkalmazta, 1950 szeptemberétől, nyugdíjba vonulásáig (1988) az Egyesült Izzóban dolgozott. Elektroncsővel, a csőgyártás kémiai technológiájával, ezen belül elsősorban a katódok fejlesztésével, foglalkozott. Érdeklődése kiterjedt a kémiai feladatokon túl, az elektroncsövek konstrukciójára és teljes gyártástechnológiájára. 
1954-ben vevőcsőgyártó részleg osztályvezetője lett. 1956. november végén az Egyesült Izzóban munkástanács-tag. 1957-ben megalkotta első televízióját. Üllőn neki volt először ilyen készüléke. 1964-től már a teljes elektroncső gyártástechnológiai szakmai főtechnológusként tevékenykedett. Ennek során a SIEMENS cégtől a gyártáshoz know-how-t, korszerű gépparkot vásárolt és telepített. Részt vett a váci képcsőgyártás technológiájának fejlesztésében és számos szakterületen tevékenykedett, amelyek az elektroncsövekkel voltak kapcsolatosak. 1970-ben a Budapesti Elektroncsőgyárnak lett az igazgatója. Számos új termék fejlesztését kezdeményezte és irányította, és vezette be. 1975-től ugyanezen a területen, mint fejlesztési főmérnök, majd 1984-től nyugalmazásáig tanácsadó, illetve főmunkatársként dolgozott. 1968-tól 1996-ig tanította a Kandó Kálmán Műszaki Főiskolán az Elektroncsövek című tárgyat, ahol 1975 óta másodállású főiskolai tanári kinevezést kapott. A Híradástechnikai Egyesület elnökségi tagja és a Vákuumelektronikai Szakosztálynak elnöke volt. Rendszeresen tartott szakmai előadásokat és úti beszámolókat a Senior Klub ülésein. Munkássága során számos tudományos cikket és öt szakkönyvet írt, előadásokat tartott, és kiállításokon mutatta be alkotásait, találmányait. Kilencven évesen is szakmai tanácsadója volt a Lighttech Zrt.-nek, plazmagömbök és UV-lámpák fejlesztésével, kutatásával foglalkozott. Munkásságáért a Híradástechnikai Egyesületben Puskás Tivadar és Pollák-Virág díjjal tüntették ki. Szakmai ismeretei elismeréseként többször Kiváló Dolgozó, Miniszteri Elismerő Oklevél kitüntetésben részesült. Az Egyetem Tanácsa arany-, gyémánt- és vasdiploma adományozásával ismerte el értékes mérnöki tevékenységét.

## Magánélete
1951. májusában feleségül vette Rózsavölgyi Ilona tanítónőt. Házasságukból két gyermek született: Sándor és Lilla. 1962-ben Pestszentlőrincen házat épített, és ott élt családjával.

## Fontosabb munkái
- ioncserés vízlágyítás
- generátorgáz-gyártás
- rádiócsövek direktfűtésű katódfonal és az automatikus fonalmaró gyártása

## Fontosabb találmányai
- Humanoid Robot (Homo Robo)
- Szent Koronás plazmagömb

## Díjai, elismerései
- Kiváló Dolgozó (kilencszeres)
- Miniszteri Elismerő Oklevél
- IPM Kiváló Munkáért érdemrend
- Puskás Tivadar-díj (1964)
- Pollák Mihály-díj (1965)
- Aranydiploma (2000.)
- Magyar Feltalálók Egyesülete Géniusz díja (2004)
- Gyémántdiploma (2010)
- Vasdiploma (2015)